# مملكة مقدونيا
كانت مقدونيا (بالإغريقية: Μακεδονία)‏ مملكة قديمة على محيط اليونان العتيقة والكلاسيكية، ولاحقًا الدولة المهيمنة في اليونان الهلنستية. تأسست المملكة وحكمتها في البداية السلالة الأرغية الملكية، تبعتها السلالات الأنتيبترية والأنتيغونية. كان موطن المقدونيين القدماء في أقرب مملكة تتمركز في الجزء الشمالي الشرقي من شبه الجزيرة اليونانية، ويحدها إبيروس من الغرب، وبايون من الشمال، وتراقيا من الشرق، وثسلي من الجنوب.
قبل القرن الرابع قبل الميلاد، كانت مقدونيا مملكة صغيرة خارج المنطقة التي تسيطر عليها دول المدن الكبرى مثل أثينا وأسبرطة وطيبة، وخضعت لفترة وجيزة للإمبراطورية الأخمينية. في عهد الملك أرجيد فيليب الثاني (359- 336 قبل الميلاد)، أخضعت مقدونيا اليونان القارية والمملكة الأودراسية والتراقية من خلال الغزو والدبلوماسية. بمساعدة جيشه الذي أعاد تنظيمه، ليتكوّن من فيالق تستخدم الساريسا (رمح طويل)، هزم فيليب الثاني القوات العسكرية في أثينا وطيبة في معركة خيرونيا في 338 قبل الميلاد. حقق ابن فيليب الثاني الإسكندر الأكبر، الذي قاد اتحادًا من الولايات اليونانية هدف والده في قيادة اليونان بأكملها عندما دمر طيبة بعد اندلاع الثورة. خلال حملة الفتح اللاحقة للإسكندر، أطاح بالإمبراطورية الأخمينية وغزا الأراضي التي امتدت حتى نهر السند. لفترة وجيزة، كانت إمبراطوريته هي الأقوى في العالم (الدولة الهلنستية النهائية)، وأعلنت الانتقال إلى فترة جديدة من الحضارة اليونانية القديمة. ازدهرت الفنون والأدب اليوناني في الأراضي المحتلة الجديدة وشهدت البلاد تطورات فلسفية وهندسية وعلمية انتشرت في معظم أنحاء العالم القديم. ويعود الفضل الكبير إلى مساهمات أرسطو معلم الإسكندر، الذي أصبحت كتاباته حجر الزاوية الأساس في الفلسفة الغربية.
بعد وفاة الإسكندر في 323 قبل الميلاد، تلا ذلك حروب ملوك طوائف الإسكندر، وتقسيم إمبراطورية الإسكندر قصيرة العمر، ظلت مقدونيا مركزًا ثقافيًا وسياسيًا يونانيًا في منطقة البحر الأبيض المتوسط إلى جانب مصر البطلمية والإمبراطورية السلوقية ومملكة بيرغامون. شاركت مدن مهمة مثل بيلا وبدنا وأمفيبولس في صراعات على السلطة للسيطرة على الإقليم. أُسّسَت مدن جديدة، مثل سالونيك، التي أسّسها كاساندر (سميت باسم زوجته ثيسالونيكي المقدونية). بدأ تراجع مقدونيا مع الحروب المقدونية وصعود روما كقوة متوسطية رائدة. في نهاية الحرب المقدونية الثالثة في مَعْرَكة بَيدناْ عام 168 قبل الميلاد، ألغيت المَلَكية المقدونية واستبدلت بالدول العميلة الرومانية. أعيد إحياء الملكية لفترة قصيرة خلال الحرب المقدونية الرابعة في 150-148 قبل الميلاد، قبل أن تنتهي بإنشاء مقاطعة مقدونيا الرومانية.
سهّل الملوك المقدونيون، الذين استحوذوا على السلطة المطلقة وقادوا موارد الدولة مثل الذهب والفضة، عمليات التعدين لسك العملة، وتمويل جيوشهم. وفي عهد فيليب الثاني البحرية المقدونية. على عكس الدول الخلف الأخرى بعد حرب ملوك الطوائف، لم يتم تبنّي العبادة الإمبراطورية التي رعاها الإسكندر في مقدونيا، ومع ذلك فقد تولى الحكام المقدونيون أدوارًا ككهنة كبار للمملكة ورعاة بارزين للطوائف المحلية والدولية للدين الهلينستي. كانت سلطة الملوك المقدونيين محدودة نظريًّا من قبل مؤسسة الجيش، في حين تمتعت بعض البلديات داخل الكومنولث المقدوني بدرجة عالية من الحكم الذاتي وكان لديها حكومات ديمقراطية مع تجمعات شعبية.

## التاريخ

### التاريخ الباكر والأسطورة
أفاد المؤرخون اليونانيون الكلاسيكيون هيرودوت وثوقيديدِس إنّه بحسب الأسطورة الملوك المقدونيون من السلالة الأرغية هم أحفاد تيمينوس ملك أرغوس، وبالتالي يمكن أن يزعموا أن هرقل الأسطوري أحد أسلافهم وبأنّهم ينحدرون من سلالة مباشرة عن زيوس، رئيس مجموعة الآلهة اليونانية. تقول الأساطير المتناقضة إنّ بيرديكاس الأول المقدوني أو كارانوس المقدوني مؤسس السلالة الأرغية، مع خمسة أو ثمانية ملوك قبل أمينتاس الأول. قبلت سلطات الهيلانوديكاي (مجموعة القضاة) في الألعاب الأولمبية القديمة بفرضية انحدار السلالة الأرغية من تيمينوس، ما سمح للإسكندر الأول المقدوني (498-454 قبل الميلاد) بالدخول في المسابقات بسبب إرثه اليوناني. لا يُعرف الكثير عن المملكة قبل عهد والد ألكسندر الأول أمينتاس الأول المقدوني (حكم 547- 498 قبل الميلاد) خلال الفترة العتيقة.
تقع مملكة مقدونيا على طول نهري هالياكمون وفاردار في مقدونيا السفلى، شمال جبل أوليمبوس. يقترح المؤرخ روبرت مالكولم إرينغتون أن أحد أقدم ملوك الأسرة الأرغية أسس أغاي (فيرغينا الحديثة) كعاصمتهم في منتصف القرن السابع قبل الميلاد. قبل القرن الرابع قبل الميلاد، غطّت المملكة منطقة تتطابق تقريبًا مع الأجزاء الغربية والوسطى من منطقة مقدونيا في اليونان الحديثة. توسّعت تدريجيًا في منطقة مقدونيا العليا، التي تسكنها قبائل لينسيتي وإليميوتاي اليونانية، وفي مناطق إيماثيا، وإرديا، وبوتي، وميغدونيا، وكريستونيا، والموبيا، التي كانت تسكنها شعوب مختلفة مثل التراقيين والفريجيين. يضم جيران مقدونيا غير اليونانيين التراقيين، الذين يسكنون مناطق في الشمال الشرقي، والإيليريون في الشمال الغربي، والبايونيون في الشمال، في حين أن أراضي ثيساليا في الجنوب وإبيروس في الغرب يسكنها الإغريق مع ثقافات مماثلة للمقدونيون.
بعد عام من بدء داريوس الأول من بلاد فارس (حكم 522- 486 قبل الميلاد) غزواته إلى أوروبا ضد السكوثيين أو الإصقوث، والبايونيين، والتراقيين، والعديد من المدن اليونانية في البلقان، استخدم الجنرال الفارسي ميغابازوس الدبلوماسية لإقناع أمينتاس الأول بالخضوع كدولة تابعة للإمبراطورية الأخمينية، ممّا أعلن بداية فترة مقدونيا الأخمينية. توقفت الهيمنة الأخمينية الفارسية على مقدونيا لفترة وجيزة مع اندلاع الثورة الأيونية (499- 493 قبل الميلاد)، لم يستمرّ ذلك طويلًا وأعاد الجنرال الفارسي ماردونيوس البلاد تحت الهيمنة الأخمينية.
على الرغم من أن مقدونيا تمتعت بدرجة كبيرة من الحكم الذاتي ولم تكن أبدًا ساتراب (أي مقاطعة) من الإمبراطورية الأخمينية، كان عليها أن تقدم قوات للجيش الأخميني. قدم الإسكندر الأول الدعم العسكري المقدوني إلى خشايارشا الأول (حكم 486- 465 قبل الميلاد) خلال الغزو الفارسي الثاني لليونان 480-479 ق.م، وقاتل الجنود المقدونيون إلى جانب الفرس في معركة بلاتيا سنة 479 ق.م. بعد الانتصار اليوناني في سلاميس عام 480 ق.م، وُظَّف ألكسندر كدبلوماسي أخميني لاقتراح معاهدة سلام وتحالف مع أثينا، الأمر الذي قوبل بالرفض. بعد ذلك بوقت قصير، اضطرّت القوات الأخمينية إلى الانسحاب من البر الرئيسي لأوروبا، معلنةً نهاية السيطرة الفارسية على مقدونيا.

## المجتمع والثقافة

### الأدب والتربية والفلسفة والرعاية
كان بيرديكاس الثاني المقدوني قادرًا على استضافة زوار من المثقفين اليونانيين الكلاسيكيين المشهورين في بلاطه الملكي، مثل الشاعر الغنائي ميلانيبيدس والطبيب الشهير أبقراط، ويحتمل أن بندار ألف كتابه أنكوميون المكتوب للإسكندر الأول المقدوني في بلاطه. استقبل أرخيلاوس الأول في بلاطه علماء وفنانين ومشاهير يونانيين أكثر من أسلافه. وكان من ضيوفه المحترمين الرسام زيوكس، والمهندس المعماري كاليماخوس، والشعراء خوريلوس من ساموس، وتيموثيوس من ميليتوس، وأغاثون، بالإضافة إلى الكاتب المسرحي الأثيني الشهير يوريبيديس. انتقل الفيلسوف أرسطو، الذي درس في أكاديمية أثينا الأفلاطونية وأنشأ المدرسة الأرسطية للفكر، إلى مقدونيا، ويقال إنه درس الإسكندر الأكبر الشاب، بالإضافة إلى عمله كدبلوماسي محترم لفيليب الثاني. كان بيرو من إليس من حاشية الإسكندر من الفنانين والكتاب والفلاسفة، وهو مؤسس البيرونية، مدرسة شكوكية فلسفية. في خلال الفترة الأنتيغونية، عزز أنتيغونوس غوناتاس العلاقات الودية مع مينديموس من إريتريا، مؤسس المدرسة الإريترية للفلسفة، وزينون، مؤسس الرواقية.

### الرياضة والترفيه
عندما قدم الإسكندر الأول المقدوني طلبًا للمنافسة في سباق العدو في الألعاب الأولمبية القديمة، رفض منظمو الحدث في البداية طلبه، موضحين أنه لا يُسمح إلا لليونانيين بالمنافسة. ولكن، قدم الإسكندر الأول دليلًا على أصل السلالة الأرجيدية الملكية يظهر نسب السلالة التيمينوسية الأرغوسية القديمة، وهي خطوة أقنعت في النهاية سلطات هلانوديكاي (قضاة الإغريق) الأولمبية بأصله اليوناني وقدرته على المنافسة. بحلول نهاية القرن الخامس قبل الميلاد، توج الملك المقدوني أرخيلاوس الأول بإكليل الزيتون في كل من أولمبيا ودلفي (في الألعاب البثيادية) للفوز في مسابقات سباقات العجلات الحربية. يُزعم أن فيليب الثاني سمع عن الانتصار الأولمبي لحصانه (إما في سباق خيول فردي أو سباق عجلات حربية) في نفس اليوم الذي وُلد فيه ابنه الإسكندر الأكبر، إما في 19 أو 20 يوليو 356 قبل الميلاد. تنافس المقدونيون غير الملكيين أيضًا وفازوا في العديد من المسابقات الأولمبية بحلول القرن الرابع قبل الميلاد. بالإضافة إلى المسابقات الأدبية، نظم الإسكندر الأكبر مسابقات للموسيقى وألعاب القوى في أنحاء إمبراطوريته.

## التكنولوجيا والهندسة

### العمارة
لم تمثل العمارة المقدونية، رغم استخدامها مزيجًا من الأشكال والأنماط المختلفة من بقية اليونان، أسلوبًا فريدًا أو متباينًا عن العمارة اليونانية القديمة الأخرى. فضل المعماريون المقدونيون النظام الأيوني، من بين النظم الكلاسيكية، خاصةً في الفناءات المعمدة في المنازل الخاصة. توجد العديد من الأمثلة الباقية، وإن كانت أطلال، من العمارة المقدونية الفخمة، تشمل قصر في موقع العاصمة بيلا، ومقر صيفي في فيرغينا بالقرب من العاصمة القديمة إيغاي، والمقر الملكي في ديميترياس بالقرب من فولوس المعاصرة. توجد في فيرغينا أنقاض ثلاث صالات ولائم ذو أرضيات مبلطة بالرخام (مغطاة بحطام بلاط السقف) بأبعاد مخطط أرضية تقارب 16.7 × 17.6 متر (54.8 × 57.7 قدم) ومقدمةً على الأرجح أقدم الأمثلة على السطح الجملوني الخشبي الضخم، إذا يعود تاريخها إلى عهد أنتيغونوس الثاني غوناتاس أو حتى إلى بداية الفترة الهلنستية. تميزت العمارة المقدونية اللاحقة أيضًا بالأقواس والأقبية. تحتوي قصور فيرغينا وديمترياس على جدران مصنوعة من الطابوق المجفف، في حين يملك القصر الأخير أربعة أبراج زاوية حول فناء مركزي على شكل مقر محصن مناسب لملك أو على الأقل حاكم عسكري.
رعى الحكام المقدونيون أيضًا أعمال الهندسة المعمارية خارج مقدونيا. أقام فيليب الثاني، مثلًا، بعد انتصاره في معركة خيرونيا (338 قبل الميلاد)، مبنى تذكاريًا دائريًا في أولمبيا يُعرف باسم فيليبيون، مزينًا بتماثيل تصوره، ووالديه أمينتاس الثالث المقدوني ويوريديس الأول المقدوني، وزوجته أوليمبياس وابنه الإسكندر الأكبر.

### التكنولوجيا والهندسة العسكرية
بحلول الفترة الهلنستية، أصبح شائعًا بالنسبة للدول اليونانية تمويل تطوير ونشر معدات حصار أكثر قوة تعمل بالفتل، وسفن بحرية، وتصميمات موحدة للأسلحة والدروع. في عهد فيليب الثاني والإسكندر الأكبر، أجريت تحسينات على مدفعية الحصار مثل عرادة قذف الرماح ومعدات الحصار مثل أبراج الحصار المتحركة الضخمة. أكد كل من ي. دبليو. مارسدن وم. ي. تريستر أن الحاكمين المقدونيين أنتيغونوس الأول مونوفثالموس وخليفته ديمتريوس الأول المقدوني امتلكا أقوى مدفعية حصار في العالم الهلنستي في نهاية القرن الرابع قبل الميلاد. استلزم حصار سالاميس، قبرص، في عام 306 قبل الميلاد، بناء معدات حصار كبيرة وتجنيد حرفيين من أجزاء من غرب آسيا. بني برج الحصار بتكليف من ديمتريوس الأول للحصار المقدوني لرودس (305-304 قبل الميلاد) والذي أداره أكثر من ثلاثة آلاف جندي وبني على ارتفاع تسعة طوابق. امتلك قاعدة مساحتها 4,300 قدم مربع (399 متر مربع)، وثماني عجلات توجه في أي اتجاه بواسطة محاور، وثلاثة جوانب مغطاة بألواح حديدية لحمايته من الحرق، ونوافذ تفتح ميكانيكيًا (محمية بستائر جلدية محشوة بالصوف لتخفيف صدمات قذائف العرادة) بأحجام مختلفة لاستيعاب إطلاق القذائف التي تراوحت من السهام إلى الرماح الأكبر حجمًا.
أثناء حصار فيليب الخامس المقدوني لإخينوس عام 211 قبل الميلاد، بنى المحاصرون أنفاقًا لحماية الجنود والمنقبون أثناء تنقلهم ذهابًا وإيابًا من المعسكر إلى أعمال الحصار. وشمل برجي حصار متصلين بحائط ساتر مؤقت من الخوص ومثبت عليهما عرادة قذف الحجارة، وسقائف لحماية المسلك من ضربات المدق. رغم سمعة مقدونيا المبكرة كدولة رائدة في تكنولوجيا الحصار، أصبحت الإسكندرية في مصر البطلمية مركزًا للتحسينات التكنولوجية للمنجنيق بحلول القرن الثالث قبل الميلاد، كما يتضح من كتابات فيلون الإسكندري.